# Carl-von-Ossietzky-Straße (Weimar)

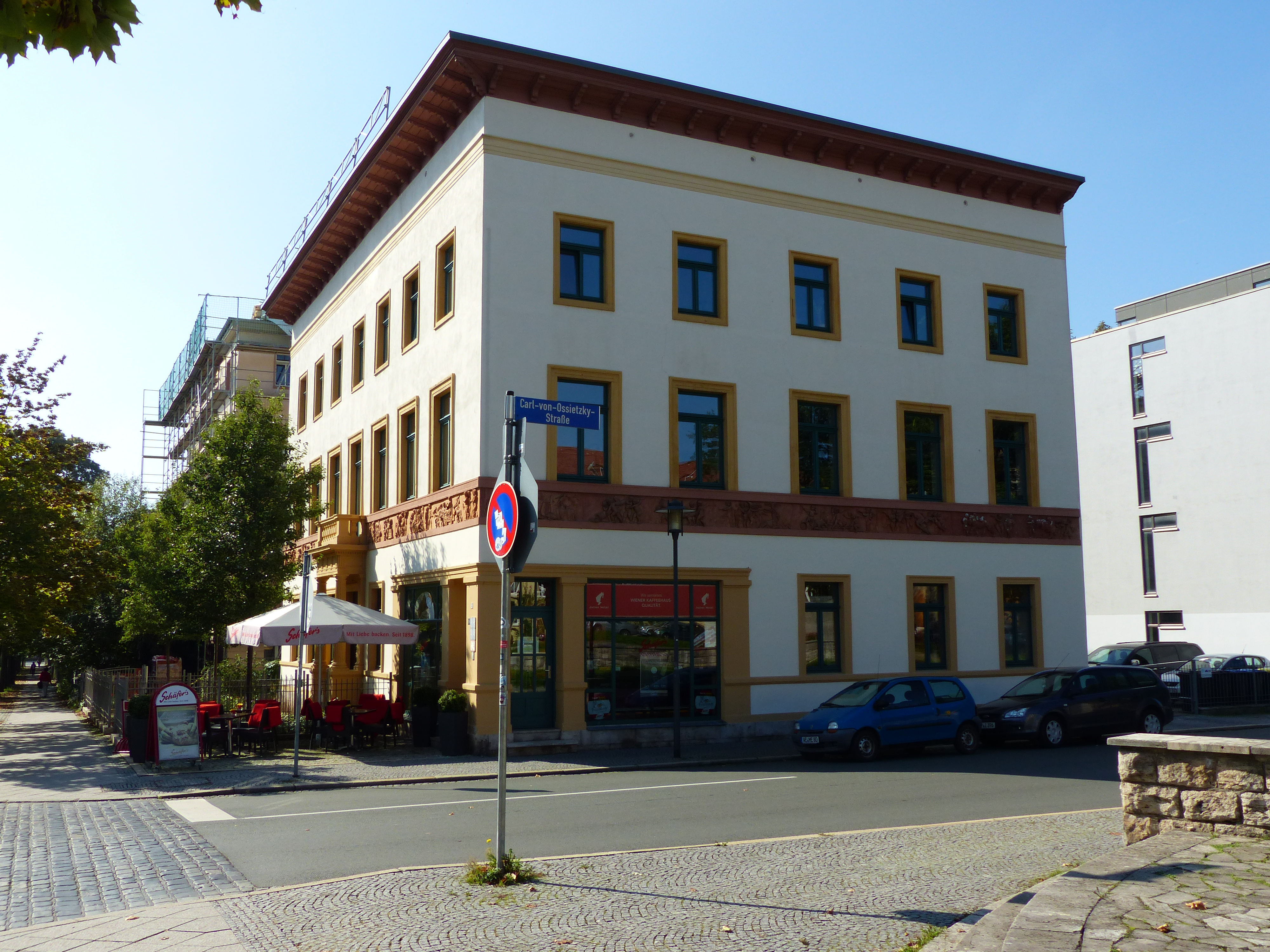
Stegmannsches Haus

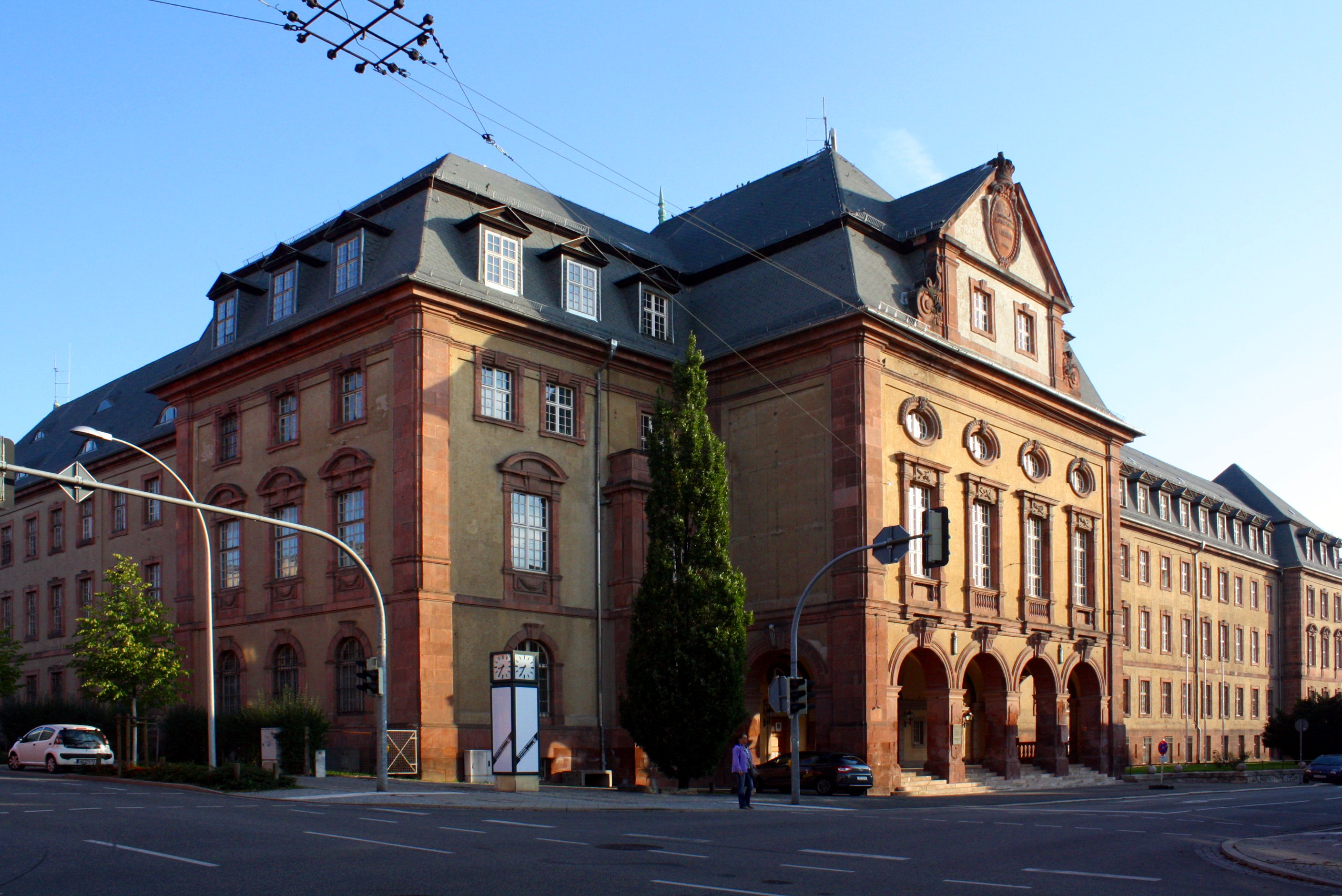
Amtsgericht Weimar

Die in der Weimarer Nordvorstadt sich zwischen Schlachthofstraße (benannt nach dem Schlachthof) und dem Zeppelinplatz erstreckende Anliegerstraße, benannt nach dem Widerstandskämpfer und Friedensnobelpreisträger Carl von Ossietzky, wird von einigen Straßen dazwischen gekreuzt, u. a. von der Ernst-Thälmann-Straße, wo sie selbst endet, der Ernst-Kohl-Straße, benannt nach Ernst Heinrich Kohl, der dem Bahnhofsviertel Weimars sein Gepräge gab, der Brehmestraße bzw. der Brennerstraße. Die vom Zeppelinplatz bis zur Florian-Geyer-Straße weitergehende Straße ist die Röhrstraße. Einem alten Stadtplan von 1915 zufolge hieß die Straße einst Watzdorfstraße.
An der Ecke Carl-August-Allee/Carl-von-Ossietzky-Straße befindet sich das älteste Gebäude der Carl-August-Allee: das Stegmannsche Haus. Als markantester Bereich zwischen der Ernst-Kohl-Straße, Ernst-Thälmann-Straße, Meyerstraße und der Carl-von-Ossietzky-Straße. Der Gebäudekomplex Carl-von Ossietzky-Straße 60 beinhaltete vormals das Amtsgericht Weimar (heute  in der Ernst-Kohl-Str. 23 a) und die Justizvollzugsanstalt. Diese wiederum hatte auch ihre blutige Geschichte, da in ihr auch Hinrichtungen stattfanden. Einer der Scharfrichter, die nachgewiesenermaßen dort ihr Amt ausführten, war Johann Reichhart. Es befindet sich hier eine Gedenktafel für die Opfer des Stalinismus, die allerdings anderen Angaben folgend zwar am selben Gebäude, jedoch in der Ernst-Thälmann-Straße ist.
Die Carl-von-Ossietzky-Straße steht zumindest in Teilen auf der Liste der Kulturdenkmale in Weimar (Sachgesamtheiten und Ensembles). Das erwähnte Gebäude der Justizvollzugsanstalt steht zudem auf der Liste der Kulturdenkmale in Weimar (Einzeldenkmale).